# さんま・清の夢競馬
『さんま・清の夢競馬』（さんま・きよしのゆめけいば）とは、1992年から2011年まで関西テレビが毎年暮れに特別番組として放送していた、競馬にまつわるトークバラエティ番組である。競馬中継を担当している西日本エリアのFNS3局で放送されていた。

## 概要
番組発足前の1988年から1991年までは、『競馬中継』の実況・解説者および騎手・調教師などによる座談会を軸とする『今年の中央競馬』という特別番組が放送されていた。1987年以前は同じ『今年の中央競馬』と言うタイトルではあったが、1年間お競馬を振り返る回顧番組を兼ねたドキュメンタリー番組であった。
翌1992年、明石家さんまと杉本清を司会に据え、1年間の競馬を対談で振り返る内容へとリニューアルしたのが本番組である。
司会者2人とはともに「本名が同姓」「奈良県出身」「競馬好き」という共通項があったため、関西テレビは1992年からビッグレース直前に単発で2人による予想対決企画『GI前夜祭』を放送してきた。フジテレビが『うまなりクン』を開始したのに呼応して関西テレビが『サタうま!』を開始した2002年からは、その特別コーナーとして内包されていた。
この番組はそうした1年間の予想対決をおさらいしながら、その年の競馬を振り返る「独立した番組」である。
さんまの厳しい突っ込みに杉本が老獪振りを発揮して交わすという構図が、この番組の見どころとなっていた。
ただし年末編成となっていることから、原則として競馬中継に関わっていない局では、放送されなかったばかりか、関わっている局でも年によっては自社編成を優先して放送しないケースがあった。
収録は、概ね有馬記念の14日ぐらい前に行われており、放送時には結果の出ている有馬記念について2人が予想対決するコーナーが恒例の締めとなっていた。ただし、有馬記念当日までに出走回避、取り消しをした馬についてはテロップが付いた。
エンディングでは当年の有馬記念のレース映像とエンドロールが流され、ゴール後にレース結果及びさんま・杉本の予想結果が表示されていた。
番組は2011年12月29日深夜の放送をもって20年間の歴史に幕を閉じた 。例年は1時間の番組だったが、最後の回については15分拡大して放送された。

## 番組終了後
「夢競馬」終了後も、当年の中央競馬を回顧する番組が年末に放送されている。
後継番組として2012年から放送されていた『今年の中央競馬』シリーズは『うまンchu』（土曜日深夜の展望番組）がベースとなっており、同番組司会のシャンプーハットをはじめとして、同番組出演の上方漫才師の若手メンバーによる座談会になっていた。
2018年からは「今年の中央競馬」シリーズを発展的解消する形で番組の内容を一新し、同年から放送を開始した麒麟・川島明と千鳥・ノブが競馬について語り合うミニ番組「川島＆ノブ ウダ馬なし」の年末特番「川島＆ノブ 夢ウダ馬なし」が放送されている。

## 出演者

### 司会・対談
- 明石家さんま
- 杉本清
- ナレーターは杉本以外の関西テレビのアナウンサーが務めていた。

## 放送日時
- 毎年12月28日夜 - 31日未明までのいずれか1日に1時間放送。編成事情によって異なる。2010年には有馬記念開催当日（12月26日）の深夜に放送された（テレビ西日本のみ翌日の深夜に放送）。ネットする3局の編成の都合で、同時ネットになるケースは少ない。

### 放送リスト
| 回 | タイトル                                              | 放送日         | 放送時間（JST）   | 備考           |
| -- | ----------------------------------------------------- | -------------- | ----------------- | -------------- |
| 1  | さんまと杉本清が語る今年の中央競馬                    | 1992年12月29日 | 火曜14:05 - 15:00 |                |
| 2  | 今年の中央競馬 さんま・清の夢競馬'93                  | 1993年12月28日 | 火曜15:30 - 16:25 |                |
| 3  | さんま・清の夢競馬'94                                 | 1994年12月28日 | 水曜14:05 - 15:00 |                |
| 4  | さんま・清の夢競馬'95                                 | 1995年12月29日 | 金曜0:10 - 1:10   |                |
| 5  | さんま・清の夢競馬'96                                 | 1996年12月28日 | 土曜0:30 - 1:25   |                |
| 6  | さんま・清の夢競馬'97                                 | 1997年12月29日 | 月曜23:35 - 0:30  |                |
| 7  | さんま・清の夢競馬'98                                 | 1998年12月30日 | 水曜0:00 - 1:00   |                |
| 8  | さんま・清の夢競馬'99                                 | 1999年12月29日 | 水曜0:35 - 1:30   |                |
| 9  | さんま・清の夢競馬 〜20世紀最後の爆笑対決!〜          | 2000年12月29日 | 金曜0:30 - 1:30   |                |
| 10 | さんま・清の夢競馬2001                                | 2001年12月29日 | 土曜0:50 - 1:50   |                |
| 11 | さんま・清の夢競馬2002                                | 2002年12月28日 | 土曜0:20 - 1:20   |                |
| 12 | さんま・清の夢競馬2003                                | 2003年12月31日 | 水曜0:45 - 1:45   |                |
| 13 | さんま・清の夢競馬2004                                | 2004年12月30日 | 木曜0:55 - 1:55   |                |
| 14 | さんま・清の夢競馬2005                                | 2005年12月29日 | 金曜0:15 - 1:15   |                |
| 15 | さんま・清の夢競馬2006                                | 2006年12月30日 | 土曜0:30 - 1:30   |                |
| 16 | さんま・清の夢競馬2007                                | 2007年12月30日 | 日曜0:30 - 1:30   |                |
| 17 | さんま・清の夢競馬2008                                | 2008年12月30日 | 火曜1:05 - 2:05   |                |
| 18 | さんま・清の夢競馬2009                                | 2009年12月29日 | 火曜0:40 - 1:40   |                |
| 19 | さんま・清の夢競馬2010                                | 2010年12月27日 | 月曜              |                |
| 20 | 祝20回! さんま・清の夢競馬 〜最後は有馬を生観戦SP!!〜 | 2011年12月30日 | 金曜              | 事実上の最終回 |

## ネット局
- 関西テレビ（KTV）
- 東海テレビ（THK）
- テレビ西日本（TNC）
  - 他に、『サタうま!』をネットしていたテレビ新広島でも放送された年があった。
  - TNCも、自社製作番組『ピィース!』（既に終了）の年末生特番を優先して放送しなかった年があったが、後に再度この番組を放送していた。

## スタッフ
- 制作：関西テレビスポーツ部競馬班
- 制作著作：関西テレビ放送

1992年
- 技術：オムニバス・ジャパン
- カメラ：栗岡敏行
- VE：花澤和彦
- 照明：田中良正
- 音声：松本孝
- 編集：宇田川英一（テレコープ）、寺本幸弘（東通AVセンター）
- MA：山岡正明（東通AVセンター）
- 効果：柏原一郎（大阪共立）
- タイトル：松尾貞美
- ディレクター：藪岡篤

2006年
- TD：品田正人
- SW：大嶋徹
- CAM：菊池謙
- MIX：村脇昭一
- 照明：四之宮伸恭
- VE：帯刀淳也
- VTR：佐藤友彦、柳原正子
- 編集：森本貴之
- 効果・MA：森道子
- 美術：岡﨑忠司
- デザイン：井内克信
- 協力：共同テレビジョン、フジアール、レモンスタジオ
- 写真提供：村田利之、飯田雅博、渡辺広幸、関真澄
- プロデューサー：大槻文人
- ディレクター：繁田直紀

## エピソード
1995年、スキーキャプテンがケンタッキーダービーに出走した際、さんまと杉本が応援に行くのを兼ねて現地の観光を行った。